# Michiel Meyer Cohen
Miechel "Michiel" Meyer Cohen (Goes, 12 november 1877 - Den Haag, 17 oktober 1968) was een Nederlandse reserve luitenant der cavalerie van het Nederlands-Indisch leger, ridder in de Militaire Willems-Orde vierde klasse, drager van het Bronzen Kruis, de Verzetsster Oost-Azië 1942-1945, het Lombokkruis en het Ereteken voor Belangrijke Krijgsbedrijven met Eervolle Vermelding.

## Loopbaan
Reeds op 8 september 1897 had Cohen een eervolle vermelding gekregen gedurende de Lombok-expeditie voor een actie bij de aanval op de sterkte Dassan Datoe Menek.

### Militaire Willemsorde
Op 14 november 1899, vlak bij kampong Batëe te Atjeh, redde dan korporaal Cohen het leven van wachtmeester Verbeek. Op een gezamenlijke verkenningstocht was Verbeek van zijn paard gevallen en achtergebleven. Met gevaar voor eigen leven en tegen de waarschuwingen van zijn medesoldaten in, keerde Cohen met zijn paard terug en haalde Verbeek op, die gewond was aan arm en been. Cohen wist daarbij een aanval van drie Atjehers af te slaan door er twee neer te schieten. Cohen hees de wachtmeester op zijn paard en leidde het dier te voet weg onder geweervuur van Atjehers waarbij het paard geraakt werd. Cohen keerde opnieuw terug toen hij ontdekte dat hij zijn karabijn vergeten was. Verbeek werd daarbij geraakt door vijandelijk vuur, maar overleefde.
Cohen werd op voordracht van zijn commandant, ritmeester der cavalerie Van Exter, voor zijn gedrag bij Koninklijk Besluit van 13 juli 1900 benoemd tot Ridder der Militaire Willemsorde, 4e Klasse. De onderscheiding werd hem te Salatiga op Java op 13 juli 1900 uitgereikt.

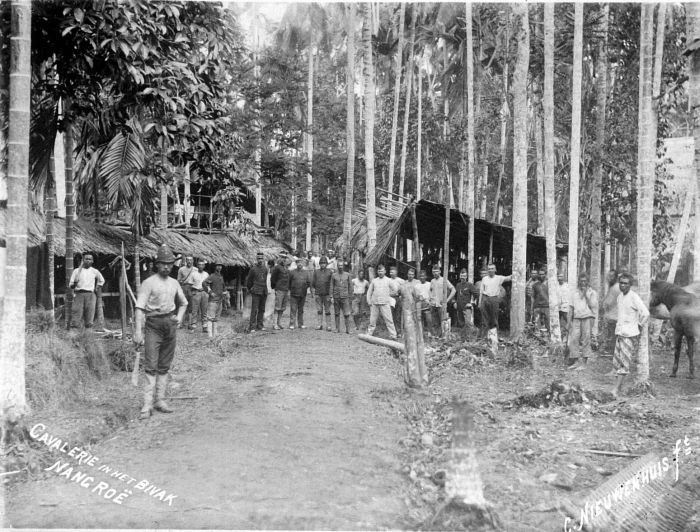
De cavalerie in het bivak Nangroë te Atjeh

### Tweede Wereldoorlog, Celebes

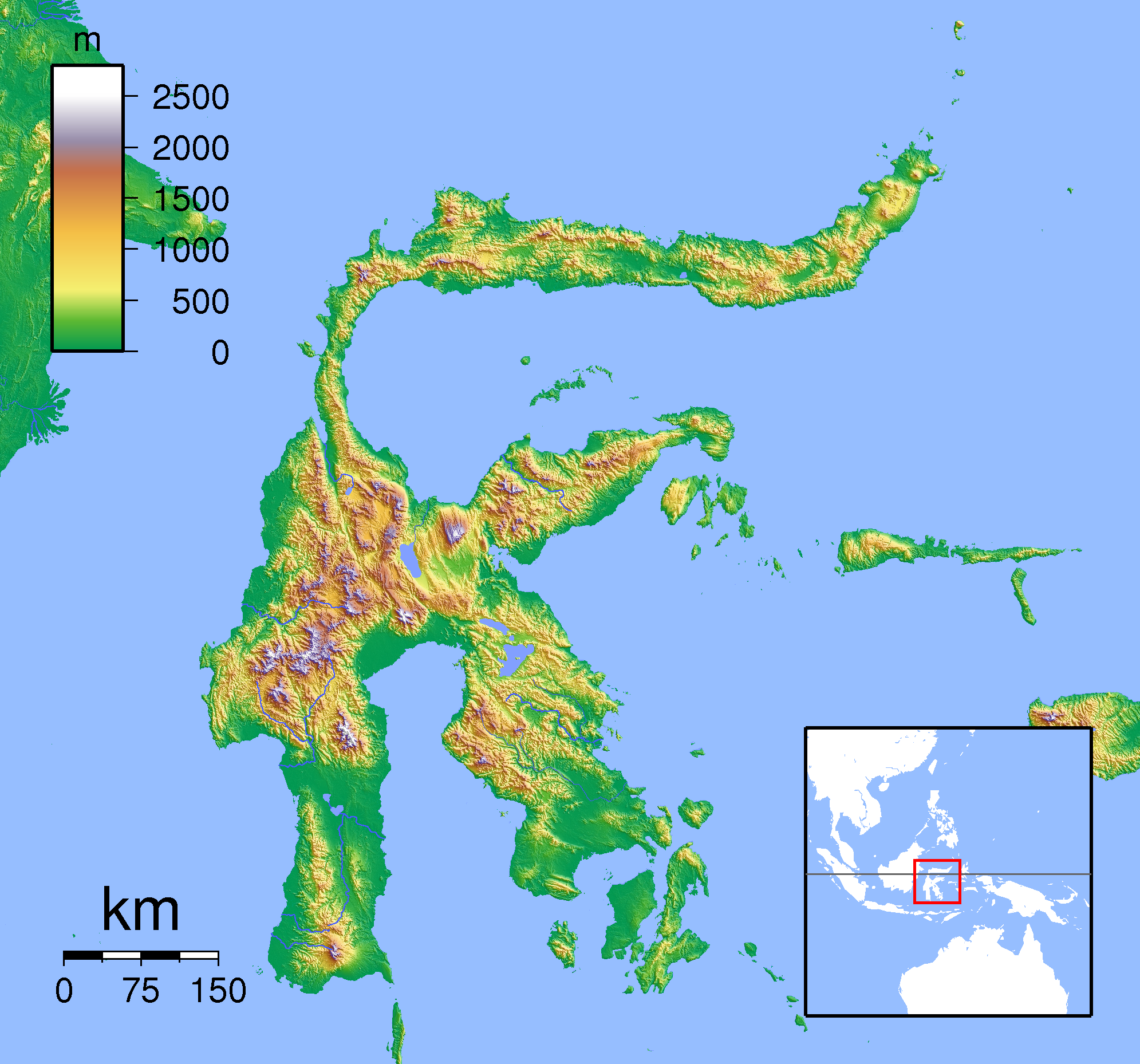
Kaart van Celebes

In 1942 verwisselde Cohen zijn burgerpak wederom voor het uniform. Als eerste luitenant nam hij als 64-jarige dienst in het leger toen de oorlog tegen Japan uitbrak. Hij kreeg het commando over een munitiedepot op Celebes en wederom zou hij voor zijn activiteiten daar – het onder zeer moeilijke omstandigheden leiden van een munitietransport – een onderscheiding krijgen; het Bronzen Kruis.

### Kamp Makassar
Ten slotte kreeg hij nog een vierde vermeldenswaardige onderscheiding; de Verzetsster Oost-Azië 1942-1945. Deze werd hem toegekend wegens zijn moedig en voorbeeldig gedrag in een jappenkamp gedurende zijn Japanse krijgsgevangenschap. Cohen zat gevangen te Makassar in het Kamp Makassar waar kolonel Marinus Vooren en luitenant-kolonel Alexander Leonard Gortmans, alias Jan Oorlog, de kampleiding hadden over alle geallieerde krijgsgevangenen.

### Huldiging te Den Haag
Op 13 juli 1960 werd Cohen, dan woonachtig in een bejaardencentrum aan de Haagse Twickelstraat, op 83-jarige leeftijd in zijn woonplaats gehuldigd in de oude cavaleriekazerne, waar hij indertijd als wachtmeester had gediend. Het was toen precies 60 jaar geleden dat Cohen zijn Willemsorde verwierf.

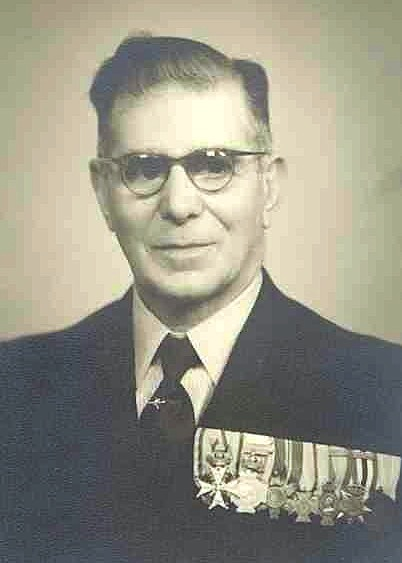
M. Meyer Cohen op latere leeftijd
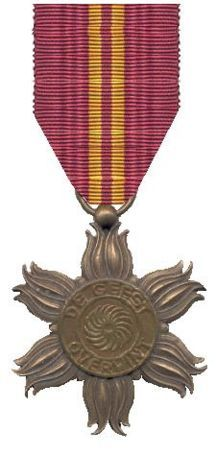
de Verzetsster Oost-Azië 1942-1945